# Myrceugenia cucullata
Myrceugenia cucullata är en myrtenväxtart som beskrevs av Carlos Maria Diego Enrique Legrand. Myrceugenia cucullata ingår i släktet Myrceugenia och familjen myrtenväxter. Inga underarter finns listade i Catalogue of Life.